# Puclice
Puclice település Csehországban, a Domažlicei járásban. Puclice Čečovice, Staňkov, Horšovský Týn, Křenovy és Bukovec településekkel határos. Lakosainak száma 368 fő (2024. január 1.).

## Népesség
A település lakosságának változását az alábbi diagram mutatja:
| Lakosok száma | 628  | 661  | 729  | 450  | 416  | 302  | 347  | 356  | 350  | 368  |
|               | 1869 | 1890 | 1921 | 1950 | 1980 | 2001 | 2017 | 2019 | 2022 | 2024 |